# Vincent Persichetti
Vincent Ludwig Persichetti (ur. 6 czerwca 1915 w Filadelfii, zm. 14 sierpnia 1987 tamże) – amerykański kompozytor.

## Życiorys
Był synem włoskiego emigranta, przybyłego z Abruzji do Stanów Zjednoczonych w 1894 roku. Matka była Niemką pochodzącą z Bonn. Jako dziecko uczył się gry na fortepianie, organach, kontrabasie i tubie, a także teorii i podstaw kompozycji. W wieku 15 lat zaczął grać w kościołach jako organista. W 1936 roku ukończył Combs Conservatory, gdzie jego nauczycielem był Russell King Miller. Następnie studiował dyrygenturę u Fritza Reinera w Curtis Institute of Music oraz fortepian u Olgi Samaroff i kompozycję u Paula Nordoffa w konserwatorium w Filadelfii.
W latach 1941–1947 był wykładowcą teorii i kompozycji w konserwatorium w Filadelfii, następnie od 1947 roku uczył w Juilliard School of Music w Nowym Jorku, gdzie od 1963 roku był dziekanem wydziału kompozycji. Od 1952 roku był dyrektorem wydawnictwa Elkan-Vogel. Trzykrotny laureat stypendium Fundacji Pamięci Johna Simona Guggenheima. Od 1965 roku członek National Institute of Arts and Letters. Do jego uczniów należeli Jacob Druckman, Einojuhani Rautavaara, Steve Reich, Philip Glass i Laurie Spiegel. Zmarł na raka płuc.

## Twórczość
Był przedstawicielem XX-wiecznego amerykańskiego eklektyzmu, w jego twórczości dostrzegalne są różnorodne wpływy. Łączył elementy idiomu klasycznego i romantycznego z językiem dźwiękowym modernizmu. Pisał utwory zróżnicowane gatunkowo, zależnie od okoliczności cechujące się różnym stopniem trudności. Cechy indywidualne kompozytora zaznaczają się w kształtowaniu formy, w języku dźwiękowym są mało widoczne. Przez ponad 20 lat (1965–1986) tworzył cykl opartych na wspólnej idei utworów instrumentalnych Parables, z którymi związana jest także jedyna napisana przez niego opera.
Był autorem pracy Twentieth Century Harmony: Creative Aspects and Practice (Nowy Jork 1961) oraz napisanej wspólnie z Florą Rhetą Schreiber monografii William Schuman (Nowy Jork 1954).

## Ważniejsze kompozycje
(na podstawie materiałów źródłowych)

### Utwory orkiestrowe
- 9 symfonii (I 1942, II 1942, III 1946, IV 1951, V na orkiestrę smyczkową 1953, VI na orkiestrę dętą 1956, VII „Liturgical” 1958, VIII 1967, IX „Sinfonia Janiculum” 1970)
- Concertino na fortepian i orkiestrę (1941)
- Dance Overture (1942)
- Fables na orkiestrę i głos recytujący (1943)
- The Hollow Men na trąbkę i smyczki (1944)
- Divertimento na orkiestrę dętą (1950)
- Fairy Tale (1950)
- Serenada V (1950)
- Psalm (1952)
- Pageant na orkiestrę dętą (1953)
- Serenada XI na orkiestrę dętą (1960)
- Koncert na fortepian i orkiestrę (1962)
- So Pure the Star (1962)
- Introit na smyczki (1964)
- Masquerade na orkiestrę dętą (1965)
- Turn Not Thy Face (1966)
- Night Dances (1970)
- poemat O Cool is the Valley (1971)
- Parable IX (1972)
- A Lincoln Address na orkiestrę i głos recytujący (1972)
- Koncert na rożek angielski i orkiestrę smyczkową (1977)
- O God Unseen (1984)

### Utwory kameralne
- 4 kwartety smyczkowe (I 1939, II 1944, III 1959, IV (Parable X) 1972)
- Serenada I na 10 instrumentów dętych (1929)
- Concertato na kwintet fortepianowy (1940)
- Serenada III na trio fortepianowe (1941)
- Pastoral na kwintet dęty (1943)
- Vocalise na wiolonczelę i fortepian (1945)
- Serenada IV na skrzypce i fortepian (1945)
- King Lear na kwintet dęty, kotły i fortepian (1948)
- Serenada VI na puzon, altówkę i wiolonczelę (1950)
- Kwintet fortepianowy (1954)
- Serenada IX na 2 flety proste (1956)
- Serenada X na flet i harfę (1957)
- Infanta Marina na altówkę i fortepian (1960)
- Serenada XIII na 2 klarnety (1963)
- Parable II na kwintet dęty blaszany (1968)
- Parable XXIII na trio fortepianowe (1981)
- Parable XXV na 2 trąbki (1986)

### Utwory fortepianowe
- 9 sonat (1951–1985)
- 6 sonatin (1950–1954)
- Poems (1941)
- Variations for an Album (1947)
- Parades (1952)
- Serenada VII (1952)
- Parable XIX (1975)
- 4 Arabesques (1978)
- Little Mirror Book (1978)
- Reflective Studies (1978)
- Mirror Etudes (1979)
- Winter Solstice (1986)
- Serenada VII na fortepian na 4 ręce (1954)
- Koncert na fortepian na 4 ręce (1952)
- Sonata na 2 fortepiany (1940)

### Utwory organowe
- Sonata (1960)
- Shimah b’koli (1962)
- Drop, Drop Slow Tears (1966)
- Parable VI (1971)
- Do Not Go Gentle (1974)
- Auden Variations (1977)
- Dryden Liturgical Suite (1980)
- Song of David (1981)

### Utwory klawesynowe
- 9 sonat (1951–1985)
- Parable XXIV (1982)
- Little Harpsichord Book (1983)
- Serenada XV (1984)

### Utwory na instrumenty solowe
- Sonata na skrzypce (1940)
- Sonata na wiolonczelę (1952)
- Serenada XII na tubę (1961)
- Serenada XIV na obój (1984)
- Parable I na flet (1965)
- Parable III na obój (1968)
- Parable IV na fagot (1969)
- Parable VII na harfę (1971)
- Parable VIII na róg (1972)
- Parable XI na saksofon altowy (1972)
- Parable XII na flet piccolo (1973)
- Parable XIII na klarnet (1973)
- Parable XIV na trąbkę (1973)
- Parable XV na rożek angielski (1973)
- Parable XVI na altówkę (1974)
- Parable XVII na kontrabas (1974)
- Parable XVIII na puzon (1975)
- Parable XXI na gitarę (1978)
- Parable XXII na tubę (1981)

### Utwory na chór a cappella
- Canons (1947)
- Proverb (1948)
- Msza (1960)
- Love na chór żeński (1971)
- Hymns and Responses for the Church Year, słowa W.H. Auden i inni (I 1955, II 1987)

### Kantaty
- Spring Cantata na głosy żeńskie i fortepian (1963)
- Winter Cantata (11 Haiku) na 4 głosy żeńskie, flet i marimbę (1964)
- Celebrations na chór i instrumenty dęte, słowa Walt Whitman (1966)
- The Pleiades na chór, trąbkę i smyczki, słowa Walt Whitman (1967)
- Flower Songs na chór i smyczki, słowa E.E. Cummings (1983)

### Utwory wokalno-instrumentalne
- Magnificat and Nunc dimittis na chór i fortepian (1940)
- Seek the Highest na głosy i fortepian (1957)
- Song of Peace na chór męski i fortepian (1959)
- Stabat Mater na chór i orkiestrę (1963)
- Te Deum na chór i orkiestrę (1963)
- The Creation na 4 głosy solowe, chór i orkiestrę, słowa kompozytora (1969)

### Opera
- The Sibyl (Parable XX), libretto kompozytora według bajki Chicken Little (1976, wyst. Filadelfia 1985)